# Krivače (Donji Vakuf, BiH)
Krivače je naseljeno mjesto u općini Donji Vakuf, Federacija Bosne i Hercegovine, BiH.

## Stanovništvo

### 1991.
Nacionalni sastav stanovništva 1991. godine, bio je sljedeći:
ukupno: 92
- Muslimani - 53
- Srbi - 37
- Hrvati - 1
- ostali, neopredijeljeni i nepoznato - 1

### 2013.
Nacionalni sastav stanovništva 2013. godine, bio je sljedeći:
ukupno: 85
- Bošnjaci - 84
- ostali, neopredijeljeni i nepoznato - 1